# Sonificazione
La sonificazione è un processo attraverso il quale un insieme di dati di qualsiasi natura può essere trasformato in elementi acustici per indagarne la natura e le relazioni.

## Descrizione
L’International Community for Auditory Displays (ICAD) definisce la sonificazione come “la trasformazione di relazioni tra dati in relazioni percepibili nel segnale acustico allo scopo di facilitare la comunicazione o l'interpretazione".
La possibilità di trasformare una serie di dati in suoni e melodie permette di indagare attraverso un approccio acustico fenomeni e/o elementi chimici, naturali, finanziari, medici o di qualsiasi altra natura espressi in valori numerici.
Tale processo considera il sistema uditivo come un efficace, ulteriore sistema per l’interpretazione e comprensione di dati, delle loro proprietà e relazioni.
La sonificazione, offrendo un’estensione ai metodi di indagine, ha stimolato una ampia gamma di ricerche e sperimentazioni in diversi ambiti.

## Applicazioni
Questo processo è stato utilizzato ad esempio da alcuni scienziati  per lo studio di sistemi vulcanici attivi.
Nelle loro ipotesi, l’analisi della traduzione acustica dei dati potrebbe avere un ruolo nella comprensione dell’attività vulcanica e nella previsione delle eruzioni.

Nel 2012 un gruppo di scienziati ha convertito in note i risultati di uno degli esperimenti che ha enucleato il bosone di Higgs. I fisici hanno eseguito, facendo uso di una potenza computazionale enorme, una sonificazione dei dati ottenendone una corrispondente rappresentazione musicale forse utile per studiare ulteriormente la particella.

Nel 2018 Domenico Vicinanza dell'Anglia Ruskin University e Genevieve Williams della University of Exeter, hanno applicato la sonificazione alle immagini di Marte in occasione della 5.000ª alba catturata dal rover Opportunity della Nasa. Secondo gli scienziati questa tecnica può contribuire allo studio delle caratteristiche della superficie e atmosfera di alcuni pianeti. Sempre nel 2018, Maria Mannone, durante il suo dottorato alla University of Minnesota, ha realizzato una sonificazione a partire dalla struttura del DNA.

Una delle ultime applicazioni (aprile 2020) ha riguardato lo studio del virus Covid-19. Scienziati del Massachusetts Institute of Technology (Mit) hanno utilizzato la sonificazione per tradurre in musica la proteina spike del virus per analizzarla e utilizzare i dati per contribuire all’individuazione di farmaci efficaci